# Massimo Codol
Massimo Codol (Lecco, 27 de febrero de 1973) es un ciclista italiano que fue profesional desde 1998 a 2014.

## Biografía
Massimo Codol debutó como profesional en 1998 con el conjunto Mapei. Al año siguiente fichó por el conjunto Lampre con el que ganó en 2000 una etapa de la Vuelta al País Vasco y la Japan Cup. En 2001 ayudó a su líder Gilberto Simoni a ganar el Giro de Italia.
En 2003 con el equipo Mercatone Uno consiguió su mejor resultado en una carrera de tres semanas al acabar decimoquinto en el Giro de Italia, quedando justo por detrás de su líder Marco Pantani.
Antes de unirse al conjunto Acqua & Sapone, participó en su noveno Giro de Italia en 2007.
Tras su retirada se convirtió en director deportivo del conjunto D'Amico Bottecchia.

## Palmarés
1997
- Gran Premio Capodarco

2000
- 1 etapa de la Vuelta al País Vasco
- Japan Cup

## Resultados en Grandes Vueltas
| Carrera | Carrera         | 1998 | 1999 | 2000 | 2001 | 2002 | 2003 | 2004 | 2005  | 2006 | 2007 | 2008 | 2009 | 2010 | 2011 | 2012 | 2013 | 2014 |
| ------- | --------------- | ---- | ---- | ---- | ---- | ---- | ---- | ---- | ----- | ---- | ---- | ---- | ---- | ---- | ---- | ---- | ---- | ---- |
|         | Giro de Italia  | 32.º | Ab.  | 47.º | 37.º | Ab.  | 15.º | 68.º | 119.º | —    | 23.º | —    | Ab.  | 43.º | 32.º | —    | —    | —    |
|         | Tour de Francia | —    | —    | —    | —    | —    | —    | —    | —     | —    | —    | —    | —    | —    | —    | —    | —    | —    |
|         | Vuelta a España | —    | 22.º | 40.º | 53.º | 48.º | —    | —    | —     | —    | —    | —    | —    | —    | —    | —    | —    | —    |

—: no participa

Ab.: abandono